# S/2003 J 12
S/2003 J 12 هو قمر غير نظامي يتحرك بحركة تراجعية تابع لكوكب المشتري,
تم إكتشافه بواسطة فريق من علماء الفلك من جامعة هاواي بقيادة سكوت شيبارد في عام 2003 للميلاد
.

## وصلات خارجية
- S/2003 J 12 على موقع ويكي سكاي: DSS2, SDSS, GALEX, IRAS, Hydrogen α, X-Ray, Astrophoto, Sky Map, Articles and images